# ملعب الشطرة
ملعب الشطرة هو ملعب متعدد الأغراض يقع مقره في ذي قار، العراق. يعتبر الملعب الرئيسي لنادي الشطرة، حيث يستضيف فيه مباريات كرة القدم، افتتح في 3 يناير 2015. بسعة 7500 متفرج.